# Syria Star (Schiff, 1977)
Die Syria Star war ein unter der Flagge von St. Vincent und den Grenadinen fahrender Massengutfrachter. Eigner und Manager des Schiffes war die Gesellschaft Sea Rose Maritime aus Tartus in Syrien. Das Schiff wurde 1977 mit der Baunummer 952 auf der japanischen Werft Kurushima Dockyard Co. gebaut.

## Eigentümer
Das Schiff fuhr bis 1986 unter dem Namen Iris Island für die Josco K.K. in Tokio. Dann wurde es verkauft und fuhr als Trampschiff unter dem Namen Hollandic Confidence von 1986 bis 1998 unter philippinischer Flagge für die Andromeda Shipping Lines, Manila, und danach von 1998 bis 1999 unter zypriotischer Flagge für die Gondola Navigation Company auf Zypern. Es folgten sieben Jahre als Mike M für die zypriotische Idyllage Shipping Co. Ab 2006 fuhr das Schiff dann als Syria Star für die Logan Shipholding Co., Tochter der Reem Maritime Ltd. (beide in Tartus, Syrien), ausgeflaggt nach St. Vincent und den Grenadinen.

## Havarie 1999
Anfang März 1999 geriet die Hollandic Confidence auf der Fahrt von Vancouver, B.C. nach China mit einer Ladung von 17.000 Tonnen Schwefel und einer Besatzung von 23 Mann in einen schweren Sturm. Wellenbrecher rissen den Lukendeckel der vordersten Ladeluke ab und ergossen sich in den Laderaum. Das Schiff geriet in Seenot und erbat in der Nacht des 3. März Hilfe von der U.S. Coast Guard. Zwei Coast-Guard-Schiffe und ein Search-and-Rescue-Flugzeug fanden das Schiff vor der Nordküste Kaliforniens. Obwohl es zunächst so aussah, dass die Hollandic Confidence sinken würde, überstand sie zwei Nächte und konnte dann, als sich das Wetter besserte, in langsamer Fahrt die Bucht von San Francisco erreichen, wo sie in der Nacht zum 6. März Anker warf. Sie war zu sehr beschädigt, um ihre Reise über den Pazifik fortzusetzen.

## Kaperung am 5. August 2010
Am 5. August 2010 wurde das Schiff mit 22 syrischen und zwei ägyptischen Seeleuten an Bord von somalischen Piraten gekapert. Der mit Zucker beladene Frachter befand sich zum Zeitpunkt des Überfalls am westlichen Rand des internationalen Schifffahrtskorridors.
Nachdem die Piraten das Schiff überfallen und auf die Besatzungsmitglieder geschossen hatten, gab die Syria Star einen Notruf ab. Von der EU-Mission entsandte Hubschrauber konnten keinen Kontakt zur Besatzung aufnehmen. Sie entdeckten ein kleines Piratenboot, auf dem sich Munition und Benzinkanister befanden.
Am 6. August 2010 verließen die Piraten das Schiff offenbar freiwillig mit einem der Rettungsboote. Von der Fregatte Schleswig-Holstein, die sich in der Nähe befand, setzte der bordeigene Hubschrauber gegen 7.45 Uhr mitteleuropäischer Sommerzeit ein Boarding- und ein Ärzteteam auf die Syria Star über. Die Schiffsbesatzung hatte medizinische Hilfe für zwei Besatzungsmitglieder, die bei der Entführung verwundet wurden, angefordert. Bei ihrer Ankunft auf dem Schiff fanden die Helfer ein drittes Crewmitglied vor, das sich bei einem Arbeitsunfall verletzt hatte. Die Verletzten wurden versorgt und befanden sich außer Lebensgefahr.
Beobachter der nichtstaatlichen Organisation Ecoterra International in Somalia berichteten, dass die Piraten die Syria Star in der Nacht zum 7. August 2010 nahe Boosaaso in Puntland aufgaben, nachdem die puntländischen Sicherheitskräfte erklärt hätten, sie würden die Geiselnehmer in jedem Falle angreifen. Nach diesen Berichten war die Ladung Zucker für einen wohlhabenden Geschäftsmann in Somaliland bestimmt, der eine schnelle Lösung unter den Clans herbeiführte.

## Ende
Das Schiff traf im Mai 2011 zum Abwracken bei den Abwrackwerften bei Alang im indischen Bundesstaat Gujarat ein.